# 中华近方蟹
中华近方蟹（学名：Hemigrapsus sinensis）为弓蟹科近方蟹属的动物。在中国大陆，分布于广东、福建、山东、辽东半岛等地，生活环境为海水，主要生活于泥沙滩和碎石块下或其附近处。
其种加词“sinensis”意为“中华的”。